# بورت دانيل غاسكونس (كيبك)
بورت دانيل غاسكونس (بالإنجليزية: Port-Daniel–Gascons)‏ هي بلدية محلية في كيبيك تقع في كندا في Le Rocher-Percé Regional County Municipality. يقدر عدد سكانها بـ 2,453 نسمة ومساحتها 332.00 كم2 .